# La Chapelle-d’Alagnon
La Chapelle-d’Alagnon település Franciaországban, Cantal megyében. Lakosainak száma 258 fő (2022. január 1.). La Chapelle-d’Alagnon Albepierre-Bredons, Laveissenet, Ussel, Virargues, Murat és Celles községekkel határos.

## Népesség
A település népességének változása:
| Lakosok száma | 264  | 246  | 236  | 242  | 243  | 246  | 249  | 252  | 254  | 258  |
|               | 1968 | 1982 | 1990 | 2006 | 2013 | 2015 | 2017 | 2019 | 2020 | 2022 |